# Нефростом
Нефростом (от греч. νεφροί — «почки» и греч. στόματος — «рот») — часть метанефридия, органа выделения высших червей, моллюсков и других животных, имеющих вторичную полость тела (целом). Мерцательная или ресничная воронка, отверстие метанефридиев и почечных канальцев про- и мезонефроса, открывающееся в целом.

## Основные сведения
Нефростом выстлан ресничным эпителием, биение которого обусловливает перемешивание целомической жидкости (первичная моча: вода, метаболиты, ненужные гормоны), поступающей из полости тела в каналец, а затем из него наружу.
При слиянии нефростомов с половой воронкой образуются нефромиксии.